# Лю Ю (II)
Лю Ю (кит. трад.: 劉昱; піньїнь: Liu Yu; 1 березня 463 — 1 серпня 477) — восьмий імператор Лю Сун з Південних династій.

## Правління
Був старшим сином і спадкоємцем Лю Ю. Зійшов на престол після смерті батька у 9-річному віці. Незважаючи на малий вік, виявив себе як жорстокий і свавільний правитель. За це 477 року був убитий генералом Сяо Даоченом, який посадив на трон брата Лю Ю Лю Цзюня, але й того повалив за два роки, тим самим поклавши край існуванню Південної Сун та започаткувавши нову династію — Південну Ці.

## Девіз правління
- Юаньхуей (元徽) 473-477